# 9 Locheport

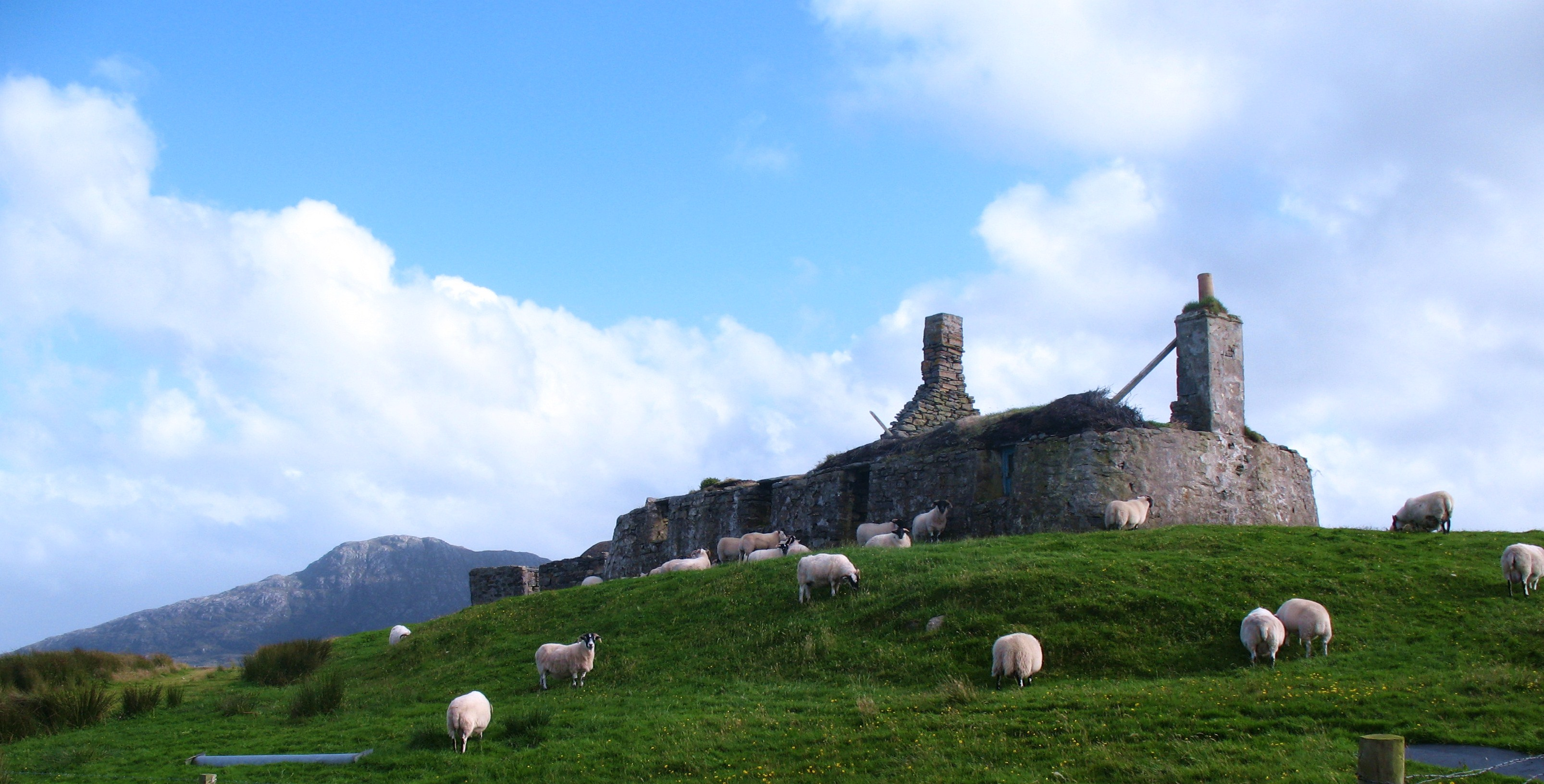
9 Locheport

Unter der Adresse 9 Locheport auf der schottischen Hebrideninsel North Uist ist ein Cottage zu finden. 1971 wurde das Gebäude in die schottischen Denkmallisten in der höchsten Kategorie A aufgenommen. Diese Einstufung wurde 2021 aufgehoben.

## Geschichte
Das Cottage wurde um das Jahr 1910 erbaut. Es könnte sich dabei um den Neubau eines älteren Gebäudes handeln, von dem möglicherweise Elemente übernommen wurden. Auf der frühesten Karte der Ordnance Survey aus dem Jahre 1878 ist ein Gebäude an diesem Ort verzeichnet. Letztmals wurde das Strohdach in den 1970er Jahren erneuert. Hierzu wurden Gerstenstroh, Heide und Farn verwendet. Seit 1983 wird das Cottage als unbewohnt geführt und 1996 in das Register gefährdeter denkmalgeschützter Bauwerke in Schottland aufgenommen. Das Cottage wird als ruinös und der Gefährdungsgrad als kritisch eingestuft. Das Dach ist zwischenzeitlich eingestürzt, sodass nur noch die Außenmauern vorhanden sind.

## Beschreibung
Das Cottage liegt auf einer leichten Erhebung in der Streusiedlung Locheport an einer Nebenstraße der A865 im Süden der Insel North Uist. Rund 100 Meter nördlich verläuft der Meeresarm Loch Euphort, während südlich verschiedene kleine Seen zu finden sind. Architektonisch entspricht das einstöckige Cottage dem traditionellen Bautyp auf den Hebriden. Die Eingangstür befindet sich in der nach Norden weisenden Vorderseite. Sie ist von drei Fenstern umgeben, eines rechts und zwei links der Tür. Rückseitig sind zwei weitere Fensteröffnungen zu finden. Das mächtige Mauerwerk ist nicht verputzt, jedoch gekalkt. Es besteht aus Bruchstein, wobei die Gebäudekanten abgerundet sind. Das Gebäude schloss einst mit einem Strohdach ab, das mit Seilen und Steinen fixiert war.